# تیمورشاه درانی
تیمورشاه دومین پادشاه افغانستان از سلسلهٔ دُرانی (اَبدالی) و  پسر احمدشاه درانی بود.
او در سال‌های ۱۷۷۳ تا ۱۷۷۵ برای فاصله گرفتن از ستیزه‌های موجود بین قبیله‌های پشتون و برای تحکیم قدرت خود در شهر پررونق کابل، پایتخت قلمرو خود را از قندهار به کابل منتقل کرد. پس از مرگ نادرشاه، پادشاه ایران، سربازان ایرانی زیادی در قلمروهای شرقی ایران آن زمان، شامل افغانستان، باقی مانده بودند و تیمورشاه ۱۲ هزار تن از این سپاهیان ایرانی، معروف به قزلباش، را در صفوف خود وارد کرد. سپاهیان ایرانی به او برای انتقال پایتخت به کابل یاری رساندند و تیمورشاه نیز اراضی مختلفی را در کابل به آنها داد. قزلباش‌ها همچنین به او کمک کردند تا پایتخت زمستانی خود را به‌جای قندهار، شهر پیشاور قرار دهد.

## پیش از سلطنت
تیمورشاه در ۱۱۶۱ هجری قمری برابر به ۱۱۲۷ خورشیدی (۱۷۴۸ میلادی)  در مشهد به دنیا آمد. پس از فوت احمدشاه درانی در ۲۵ مهرماه (میزان)۱۱۵۱ خورشیدی برابر به ۱۹ رجب سال ۱۱۸۶هجری قمری (۱۶ اکتبر ۱۷۷۲ میلادی) به ولیعهدی احمد خان ابدالی که هفت پشت اش خزیر خان پسر ارشد  سدو خان تعیین شد. در همین سال به سبب حملهٔ احمدشاه به خراسان و دور بودن احمدشاه از افغانستان، تیمور نایب السلطنه مقرر گردید. تیمورشاه در سال ۱۱۶۸ از لاهور به هرات بازگشت و از آن پس تا زمان فوت احمدشاه، حاکم هرات بود.
پس از فوت احمدشاه، وزیر او، شاه ولی خان، شاهزاده سلیمان را به پادشاهی بالای تخت نشاند شاه ولی خان که خسر شاهزاده سلیمان می‌شد خلاف اصول و نصیحت احمد شاه عمل نمود درین زمان امرا و سران اقوام به واسطهٔ تسلط شاه ولی خان بر امور، از شاهزاده سلیمان روی گردانده و به هرات نزد تیمور رفتند. تیمور نیز با سپاهیان فراوان به قندهار رفت و قندهار را تصرف کرد و به دستور او شاه ولی خان و پسرانش را کشتند. بدین ترتیب، تیمور در ۱۱۸۶ به پادشاهی رسید.

## جنگ‌های داخلی

### شورش عبدالخالق خان
پس از آنکه او به قندهار نظم داد، به کابل بازگشت و کابل را که دارای آب و هوای خوش دید، پایتخت خویش ساخت. تیمورشاه در ۱۱۸۸ شورش عبدالخالق خان سدوزائی را سرکوب کرد. شیوهٔ مستقل حکومت تیمورشاه سبب افزایش مخالفت خوانین بزرگ با وی شد، به طوری که عبدالخالق را، که از ریش سفیدان سدوزائی بود، به سلطنت رساندند. عبدالخالق از قندهار برای تسخیر کابل و خلع تیمور، عازم کابل شد و تیمورشاه نیز با شش هزار تن از کابل حرکت کرد در این جنگ، عبدالخالق دستگیر و به حکم تیمورشاه نابینا شد.

### شورش فیض الله خان
در ۱۱۹۳، هنگامی که تیمور در بالاحصار پیشاور اقامت داشت، فیض اللّه خان خلیل جمعی از خوانین پیشاور را همراه خود کرد. آنان به اقامتگاه تیمور حمله کردند و تیمورشاه به سپاهیان دستور داد که داخل ارگ شوند و مهاجمان را بکشند. در نتیجه، تعداد زیادی از شورشیان و مردم کشته شدند.

### شورش مُلتان و سند
در ۱۱۹۵، شورش دیگری رخ داد و ملتان به تصرف شورشیان درآمد. تیمورشاه به ملتان رفت، شورشیان را سرکوب کرد و به کابل بازگشت. در سِند نیز خوانین محلی از دادن مالیات به دولت سر باز زدند و دعوی استقلال کردند. این شورش را نیز مددخان سرکوب کرد ولی چندی نگذشت که در ۱۲۰۰، این شورش از سر گرفته شد و این بار احمدخان نورزائی آنان را به‌سختی سرکوب کرد و به پرداختن مالیات واداشت. تیمور، آزاد خان والی کشمیر را که از دادن مالیه سرباز زده بود شکست داد و در نهایت آزادخان در اسارت خودکشی کرد.

## سیاست خارجی

### فرارود: جنگ با شاه مرادخان
در ۱۲۰۲ تیمور با شاه مرادخان (میرمعصوم شاه مراد)، حاکم بخارا که به مرو حمله کرده بود، جنگید. شاه مرادخان شیعیان مرو را برای تغییر دادن مذهبشان تحت فشار قرار داده بود (غبار، ص ۳۷۶). تیمور پس از لشکرکشی، نامه‌ای برای شاه مرادخان فرستاد تا او را از اعمالش منصرف کند، ولی شاه مرادخان نپذیرفت و برادرش را با سی هزار تن برای شبیخون به لشکر تیمور فرستاد ولی تیمور شاه از اقدام او آگاه شد و به سپاهیان خود آماده باش داد. در نتیجه، سپاهیان شاه مرادخان شکست خوردند. شاه مرادخان هیئتی از علمای مذهبی را نزد تیمور فرستاد و درخواست مصالحه کرد. تیمورشاه و شاه مرادخان عهدنامه‌ای منعقد کردند و مانند گذشته آمودریا را حد فاصل افغانستان و بخارا قرار دادند.

### ایران و هند
او در سیاست خارجی، محتاط و مدبر بود و با آنکه مناطقی، از جمله ملتان و پنجاب، را در دست داشت، به سایر مناطق هندوستان و ایران حمله نکرد.

## اوضاع فرهنگی و اجتماعی

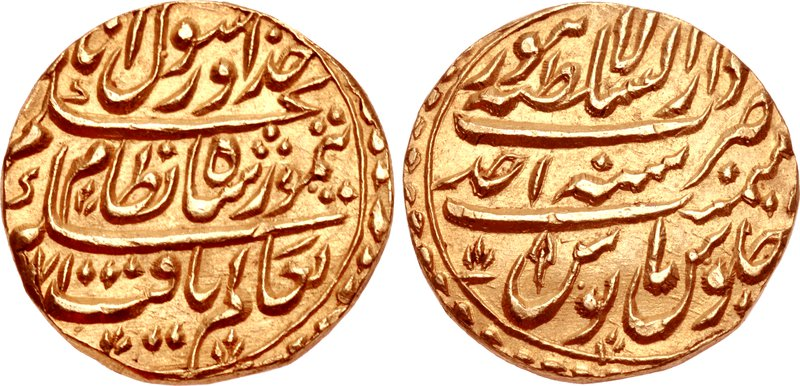
سکه تیمورشاه

در طی حدود ۲۱ سال سلطنت تیمورشاه، به رغم وجود خانهای بزرگ، دولت مرکزی مقتدر و متنفذ جانشین رسوم قبیله‌ای شد. تیمورشاه آزادیهای مذهبی داد و در ادارة کشور و نظام حکومتی، رجال طبقة متوسط را بدون در نظر گرفتن زبان و نژاد و مذهب به کار گماشت. در زمان تیمور شاه تجارت صنایع دستی و مدارس علوم و شعر رونق خوبی یافته بود.

## مسئله جانشینی
تیمورشاه در ۱۲۰۷ در پیشاور درگذشت و جسد او را در کابل دفن نمودند. به قول بعضی مرگ وی بر اثر خوردن زهر بوده‌است. واین نخستین مرگ سیاسی در زمان حکومت درّانی در افغانستان بوده‌است. تیمورشاه دارای ۱۰ همسر ۳۳ پسر و ۱۰ دختر بود. کثرت فرزندان تیمورشاه و نیز تعیین نکردن ولیعهد، سبب شد که بر سر جانشینی وی آشوب بر پا شود. شاهزاده زمان (پنجمین پسر تیمورشاه) تمام شاهزادگان - بجز همایون پسر بزرگ تیمورشاه و حاکم قندهار، و محمود پسر دوم و حاکم هرات - را برای انتخاب شاه جدید دعوت کرد. شاهزاده عباس نیز خود را داوطلب سلطنت کرد و طرفداران بیشتری یافت. شاهزاده زمان تمام شاهزادگان و طرفداران آنان را حبس کرد و سلطنت خود را اعلام نمود.